# Joseph Massad
Joseph Andoni Massad (in arabo جوزيف مسعد‎?; Giordania, 1963) è un orientalista e scrittore giordano di origini palestinesi.
J. Massad ha conseguito il dottorato di ricerca. in scienze politiche presso la Columbia University nel 1998. Presso la stessa università, ricopre il ruolo di professore ordinario di politica araba moderna e storia intellettuale nel Dipartimento di Studi sul Medio Oriente, Asia Meridionale e Africa. La sua ricerca accademica si focalizza sul nazionalismo in Palestina, Giordania e Israele.
È noto per il suo libro Desiring Arabs, sulle rappresentazioni del desiderio sessuale nel mondo arabo. I suoi studi sul nazionalismo, in particolare giordano, sono considerati letture fondamentali nei programmi sul nazionalismo in diverse università americane ed europee.

## Biografia
Nato nel 1963 in Giordania da genitori palestinesi cristiani, Massad ha conseguito il dottorato in scienze politiche presso la Columbia University nel 1988, e nell'autunno del 1999 ha iniziato a insegnare presso la stessa istituzione.
Le sue posizioni riguardo al conflitto israelo-palestinese e temi correlati hanno spesso suscitato controversie. Nel 2009, gli è stata conferita una cattedra presso l'università, decisione che ha scatenato le critiche del LionPAC, un gruppo filo-israeliano operante all'interno della Columbia.

## Opere

### Colonial Effects (2001)
Il primo libro di Massad, Colonial Effects: The Making of National Identity in Jordan, è stato pubblicato nel 2001 dalla Columbia University Press . Il libro è basato sulla tesi di dottorato di Massad, che ha vinto il Malcolm Kerr Dissertation Award della Middle East Studies Association nel 1998.
Nella sua dettagliata analisi della storia dello stato giordano, dalla sua fondazione nel 1921 fino al 2000, Massad sostiene che le istituzioni statali abbiano giocato un ruolo cruciale nella formazione dell'identità nazionale. Si focalizza in particolare sulle istituzioni giuridiche, militari ed educative, considerandole componenti fondamentali del nazionalismo. Massad esplora come queste istituzioni contribuiscano alla creazione non solo dell'identità nazionale, ma anche della cultura nazionale in tutte le sue manifestazioni, inclusi cibo, abbigliamento, sport, accenti linguistici, canzoni e serie televisive.
Colonial Effects è stato elogiato dalla critica e da diversi accademici nel campo degli studi sul Medio Oriente, tra cui Edward Said che ha descritto il libro come un'opera di genuina genialità", così come da studiosi di nazionalismo come Partha Chatterjee, Amr Sabet e Stephen Howe, l'ultimo dei quali ha definito il libro "tra i prodotti più sofisticati e impressionanti" dei recenti studi nel settore.

### The Persistence of the Palestinian Question(2006)
The Persistence of the Palestinian Question (trad. La persistenza della questione palestinese: saggi sul sionismo e i palestinesi), il secondo libro di Massad, è stato pubblicato nel 2006 da Routledge.
La persistenza della questione palestinese analizza il sionismo e il nazionalismo palestinese da una varietà di angolazioni, tra cui razza, genere, cultura, etnia, colonialismo, antisemitismo e ideologia nazionalista. L'opera analizza le complesse dinamiche di potere tra sionismo e palestinesi, documentando la storia di violenza sionista e israeliana, etichettata come "terrorismo" dagli inglesi in Palestina prima e dopo il 1948. Il capitolo che dà il titolo al libro sostiene che la questione palestinese e quella ebraica sono intrinsecamente connesse e che la soluzione a entrambe passa attraverso la superazione dell'antisemitismo, che continua a influenzare gran parte dell'Europa e dell'America e che alimenta l'odio sionista sia contro gli ebrei che contro i palestinesi.
Il libro ha ricevuto elogi dagli studiosi Ilan Pappé ed Ella Shohat nonché dallo storico palestinese Walid Khalidi . Shohat ha elogiato il libro come un "volume coinvolgente" che "fornisce un contributo inestimabile al dibattito in corso sul sionismo e sulla Palestina". Pappé ha descritt il libro come un "coraggioso esercizio intellettuale" e come "un libro stimolante che ci costringe a invertire le nostre immagini e percezioni convenzionali sulla storia e il futuro della Palestina".

### Desiring Arabs (2007)
Il terzo libro di Massad, Desiring Arabs, è stato pubblicato nel 2007 dalla University of Chicago Press . Desiring Arabs ha vinto nel 2008 il Lionel Trilling Book Award della Columbia University.
Desiring Arabs è una storia intellettuale del mondo arabo e delle sue rappresentazioni occidentali nel XIX e XX secolo. Il libro fornisce contributi ad una serie di campi accademici e teorici. Estende lo studio di Said sull'orientalismo analizzando l'impatto di quest'ultimo sulla produzione intellettuale araba; collega l'orientalismo alle definizioni e rappresentazioni del sesso e del desiderio e così facendo fornisce un archivio coloniale alla questione sessuale.
Massad sostiene che gli attivisti gay "maschi occidentali dominati dai bianchi", sotto l'egida di quella che lui definisce "Gay International", si sono impegnati in uno sforzo "missionario" per imporre le categorie binarie di eterosessuale/omosessuale in culture dove tali soggettività non esistono. Massad scrive:

## Pensiero

### Antisemitismo
Massad, ispirandosi alle tesi di Edward Said in "Orientalismo" (1978), sostiene che le rappresentazioni antisemite europee degli ebrei del XIX secolo si siano evolute nell'epoca contemporanea, rivolgendosi ora agli arabi ma conservando gli stessi tratti razzisti. Di conseguenza, il razzismo odierno contro arabi e musulmani rappresenta una forma di "antisemitismo cristiano euro-americano e... antisemitismo ebraico israeliano". Massad fonda la sua tesi sulla percezione dell'antisemitismo come fenomeno storico specificatamente europeo, anziché come generico odio verso gli ebrei.

### Sionismo
Massad sostiene che Israele sia uno stato ebraico intrinsecamente razzista e che il sionismo rappresenti non solo una forma di razzismo ma anche di antisemitismo, rivolto tanto contro gli arabi palestinesi quanto contro gli stessi ebrei. Secondo Massad, dopo che gli europei hanno formulato la nozione razzista di "semita", il movimento sionista ha "abbracciato su larga scala ideologie antisemite", descrivendo il sionismo come un "progetto antisemita mirato a eradicare le culture e le lingue ebraiche della diaspora". Questo processo, a suo dire, ha condotto alla "trasformazione dell'ebreo in antisemita e del palestinese in ebreo". Massad critica i sionisti per ciò che definisce un'ingiusta appropriazione delle risorse agricole palestinesi, evidenziando come esempio la ridenominazione della "insalata rurale palestinese", ora conosciuta nelle gastronomie di New York come "insalata israeliana", come manifestazione del razzismo israeliano.

Massad ha discusso le affermazioni riguardo ai legami genetici tra gli ebrei europei del XIX secolo e l'antico regno israelita, sostenendo che la creazione di un'identità "semitica" per gli ebrei in quel periodo fosse in realtà una costruzione europea e razzista, intesa a dipingere gli ebrei europei come stranieri. Egli considera problematiche le rivendicazioni territoriali e identitarie avanzate dal movimento sionista basate su tali presunti legami. Durante un dibattito con lo storico israeliano Benny Morris, Massad si è espresso così:

### Stati Uniti
Massad è stato particolarmente critico nei confronti del "presidente americano Obama, rabbiosamente filo-israeliano".
Massad vede la cultura americana come profondamente infettata dal razzismo e dalla misoginia, collegando il caso Abner Louima alla tortura di Abu Ghraib. Ha anche criticato gli intellettuali arabi che "difendono le politiche razziste e barbare" degli Stati Uniti, del Fondo monetario internazionale e della Banca mondiale nel mondo arabo.

### Autorità Palestinese e Hamas
Massad si riferisce all'Autorità Palestinese come all' "Autorità Collaborazionista Palestinese" e definisce Mahmoud Abbas il "principale collaboratore palestinese" accusando l'Autorità Palestinese di collaborare con Israele e gli Stati Uniti per schiacciare la resistenza palestinese. Nell'ottobre 2023, Massad ha scritto un saggio su Electronic Intifada sugli attacchi di Hamas a Israele che è stato caratterizzato dal Jerusalem Post, Business Insider, ADL e The New Arab come sostenitore degli attacchi; l'autore ha riportato di aver ricevuto minacce di morte e una petizione alla Columbia per rimuoverlo dal suo incarico è stata firmata da oltre 50.000 persone, ma è stato difeso dalla Middle East Studies Association.

## Columbia Unbecoming
Massad è stato al centro delle polemiche legate alla controversia generata da "Columbia Unbecoming". Nell'autunno del 2004, un gruppo studentesco pro-israeliano ha realizzato un documentario, Columbia Unbecoming, che includeva interviste a studenti i quali sostenevano di essere stati intimiditi o trattati ingiustamente da lui e altri docenti della Columbia University a causa delle loro posizioni pro-israeliane. Questo ha spinto l'università a istituire un comitato per indagare sulle accuse. In seguito alla diffusione del film, il deputato degli Stati Uniti Anthony Weiner ha chiesto il licenziamento di Massad dalla Columbia, definendo le sue dichiarazioni "invettiva antisemita".
Il comitato ha concluso il suo lavoro nella primavera del 2005, respingendo la maggior parte delle accuse contro Massad e gli altri professori e scrivendo nel suo rapporto di non aver trovato "alcuna base per ritenere che il professor Massad sopprimesse sistematicamente le opinioni dissenzienti nella sua classe" e ha affermato che non "hanno trovato nessuna prova di dichiarazioni rilasciate dal corpo docente che possano ragionevolmente essere interpretate come antisemite." Il comitato ha ritenuto plausibile che Massad fosse irritato da una domanda posta in classe da uno studente che secondo lui difendeva la condotta di Israele nei confronti dei palestinesi e che la sua risposta "ha superato i limiti comunemente accettati comunicando che la sua domanda meritava dure critiche pubbliche", ma descriveva anche un ambiente di inciviltà, con studenti filo-israeliani che interrompevano le lezioni sugli studi sul Medio Oriente. I critici hanno descritto i risultati del comitato come un insabbiamento.
Anche Massad ha criticato i risultati, scrivendo che "soffrono di gravi difetti logici, conclusioni indifese, incoerenze e chiari pregiudizi a favore della caccia alle streghe che mi ha preso di mira per oltre tre anni". Massad ha continuato a negare l'unica affermazione che il comitato ha ritenuto "credibile".
In un editoriale che discuteva il caso una settimana dopo la pubblicazione del rapporto del Comitato, il New York Times notava che, pur ritenendo che Massad fosse stato colpevole di comportamento inappropriato, riteneva la controversia esagerata e professori come Massad stessi vittimizzati:

## Il caso Ankori
Una recensione da parte di Massad del libro Arte Palestinese, scritto dal professore israeliano di storia dell'arte Gannit Ankori, è stata minacciata da una causa per diffamazione in Gran Bretagna. Nella recensione, Massad ha accusato Ankori di essersi appropriato illegittimamente dell'opera di Kamal Boullata, un artista e storico dell'arte palestinese, un'accusa che Ankori considera diffamatoria.
La recensione è apparsa su Art Journal, una pubblicazione della College Art Association of America (CAA). Per evitare una causa per diffamazione, la CAA ha accettato di scusarsi con Ankori, di pagarle 75.000 dollari e di inviare una lettera ai suoi abbonati istituzionali, affermando che la revisione di Massad "conteneva errori fattuali e alcune affermazioni infondate". Il direttore esecutivo della CAA Linda Downs ha detto a The Forward che, sebbene ci fossero degli errori nella recensione, il giornale ha accettato di pagare solo perché non poteva permettersi di combattere il caso.

## Pubblicazioni
- (EN) Joseph A. Massad, Colonial effects: the making of national identity in Jordan, Columbia University Press, October 15, 2001, ISBN 0-231-12322-1, LCCN 2001028017.
- Joseph A. Massad, The Persistence of the Palestinian Question: Essays on Zionism and the Palestinians, Routledge, 2006, ISBN 0-415-77010-6.
- Joseph A. Massad, Desiring Arabs, University of Chicago Press, June 15, 2007, ISBN 9780226509587.
- Joseph A. Massad, Islam in Liberalism, University of Chicago Press, January 1, 2015.